# The Weatherman LP
The Weatherman LP è il primo album da MC e solista del rapper statunitense Evidence, membro dei Dilated Peoples. L'album è stato pubblicato il 20 marzo 2007.
I singoli pubblicati sono stati "Mr Slow Flow" e "Chase the Clouds Away".

## Tracce
1. I Know feat. Noelle Scaggs
2. Weather Report 1
3. Mr. Slow Flow
4. Letyourselfgo feat. The Alchemist & Phonte
5. Down in New York City
6. A Moment in Time feat. Planet Asia
7. Look for the Evidence (Interludio)
8. All Said & Done feat. Kobe
9. Weather Report 2
10. Perfect Storm feat. Madchild & Rakaa Iriscience
11. Chase the Clouds Away
12. NC to CA feat. Rapper Big Pooh, Defari & Joe Scudda
13. Evidence Is Everywhere
14. Things You Do
15. Biggest Belgium Fan (Interludio)
16. Hot & Cold feat. The Alchemist & Defari
17. Line of Scrimmage feat. Slug
18. Believe in Me feat. Res
19. Born in LA feat. Chace Infinite & Sick Jacken
20. Weather Report 3
21. I Still Love You